# Leigh Sauerwein
Leigh Sauerwein est une auteure de livres et bandes dessinées pour enfants née en 1944 à Charlotte, en Caroline du Nord, aux États-Unis.

## Biographie
Elle a beaucoup déménagé pendant son enfance, car son père était diplomate. Elle a ainsi vécu en Allemagne, en Autriche et en France. Adolescente, elle a vécu en Asie, notamment à Formose. Elle a fait ses études entre l'Université américaine de Paris et Boston. Depuis la fin des années 1960, elle vit en France. Elle a participé à la création du journal "Okapi", de 1972 à 1978. Elle a intégré depuis 1984 la rédaction du journal "Je Bouquine", du groupe Bayard Presse,,.